# Assmecke
Die Assmecke (auch Aßmecke geschrieben) nahe Assinghausen im Hochsauerlandkreis, Nordrhein-Westfalen, ist ein 1,1 km langer, orografisch rechter und östlicher Zufluss der Ruhr.

## Geographie

### Verlauf
Die Assmecke entspringt im Nordteil des Rothaargebirges etwa 1,2 km westlich von Bruchhausen, einem südsüdöstlichen Stadtteil von Olsberg. Ihre Quelle liegt am Sattel zwischen Iberg (596,3 m) im Süden und Heidkopf (715,3 m) im Norden in der Gemarkung des südlichen Olsberger Stadtteils Assinghausen auf einer Höhe von 483 m ü. NHN.
Überwiegend in westliche Richtungen abfließend unterquert die Assmecke die Bundesstraße 480 und mündet wenig später, etwa 1 km nördlich von Assinghausen, auf 371 m Höhe in den Rhein-Zufluss Ruhr.
Bei einem Höhenunterschied von etwa 97 m beträgt das mittlere Sohlgefälle rund 88,1 ‰. 

### Einzugsgebiet
Das etwa 86,7 ha große Einzugsgebiet wird durch die Assmecke über Ruhr und Rhein zur Nordsee entwässert.
Es grenzt
- im Osten an das Einzugsgebiet des Gierskoppbachs, der in die Ruhr mündet;
- im Süden an das desRuhr-Zuflusses Schirmecke und
- ansonsten an das der Ruhr direkt.

Im Osten des Einzugsgebiets überwiegt Grünland und im Westen Waldgelände. 